# Masia Torre Monfort de Benassal
La Masia Torre de Monfort, està situada al terme municipal de Benassal, a la comarca de l'Alt Maestrat. En concret es localitza en el camí anomenat de la Torre Monfort. També és coneguda com a masia de Celades o de Mangranera. És un edifici tipificat com a militar, pel seu caràcter defensiu i de residència fortificada, encara que destinat a usos agrícoles.
Malgrat estar catalogada, per declaració genèrica, com Bé d'Interès Cultural, no està inscrita, presentant tan sols el codi identificador: 12.02.026-018, i així es pot comprovar en la fitxa BIC de la Direcció General de Patrimoni Cultural de la Generalitat Valenciana.
La Masia Torre Monfort, va haver de ser de les principals masies del terme municipal de Benassal després de la conquesta cristiana del segle xiii. Malgrat això, les primeres dades que es tenen sobre ella són que en la segona meitat del segle xiv, moment en què pertanyia a Bartolí Gomar. La Masia va passar a la família noble dels Català de Montsonís (motiu pel qual durant un cert temps la masia va arribar a nomenar-se com Torre dels Catalans), que també posseïen el molí de Rillo. Durant el segle xvii va passar a mans del cavaller Isidoro Miralles i d'ell, per herència, a Febrer i els Vallterra. El nom de Torre de Monfort es deu a Monfort de Vilafranca i els seus hereus, els quals la van llogar entre els segles xvii i xviii.
Durant un cert temps va ser destinada a prats per pasturar la ramaderia de Ramón Vallterra, però, a la seva mort, els hereus la van vendre i es va parcel·lar el 1925 entre moltes famílies de Benassal.
De tot el conjunt queda un edifici que conserva el seu aire medieval, tot i que ha patit algunes reformes. Presenta l'aspecte de torreta, les façanes laterals (encara que no la principal) i uns corrals adjunt, així com l'era.